# René Hamann-Boeriths
René Hamann-Boeriths (født 2. august 1969) er en dansk håndboldtræner, der er træner for det norske håndboldhold (kvinder) Drammen Håndballklubb. Han har tidligere været træner for Skjern Håndbold, SønderjyskE Håndbold, Fredericia HK, Århus GF og TM Tønder Håndbold. Han er selv tidligere aktiv håndboldspiller og har spillet 110 landskampe for Danmark. Han spillede det meste af karriren i GOG, men har også spillet i Tyske Bayer Dormagen.
Han er gift med Conny Hamann-Boeriths. Deres søn Oliver Hamann-Boeriths er også håndboldspiller.